# 和田信貴
和田 信貴（わだ のぶたか、1964年〈昭和39年〉1月19日 - ）は、日本の建設・国土交通官僚。

## 経歴
長野県出身。埼玉県立浦和高等学校を経て、1987年3月に東京大学法学部第二類を卒業。国家公務員採用Ⅰ種試験(法律)に合格して、同年4月に建設省入省。
2020年7月21日、国土交通省住宅局長に就任（就任会見）。
2021年7月1日、国土交通省総合政策局長に就任。
2023年7月4日、国土交通事務次官に就任。

## 年表
基本的な出典
- 1987年
  - 03月：東京大学法学部卒業
  - 04月：建設省入省（河川局開発課[2]）
- 1993年07月：建設省建設経済局国際課海外協力官
- 1994年04月：建設省建設経済局建設業課長補佐
- 1995年11月：茨城県生活環境部国際交流課長
- 1998年04月：茨城県企画部交通・産業立地課長
- 1999年04月：茨城県企画部事業推進課長
- 2000年04月：建設省大臣官房人事課長補佐
- 2001年01月：国土交通省大臣官房人事課長補佐
- 2002年07月：国土交通省住宅局住宅資金管理官付補佐
- 2003年03月：国土交通省住宅局住宅政策課企画専門官
- 2004年07月：国土交通省住宅局総務課企画官
- 2005年07月：国土交通省大臣官房会計課企画官
- 2007年
  - 07月：国土交通省総合政策局政策課政策調査官
  - 10月：国土交通省国土計画局大都市圏計画課長
- 2008年07月：国土交通省国土計画局広域地方整備政策課長
- 2009年07月：国土交通省住宅局住宅企画官
- 2011年08月：国土交通省都市局都市計画課長
- 2014年07月08日：国土交通省大臣官房参事官（人事担当）[8]
- 2015年07月31日：国土交通省大臣官房人事課長[9]
- 2016年07月01日：国土交通省大臣官房審議官（都市局担当）[10]
- 2017年07月11日：国土交通省道路局次長[11]
- 2018年07月27日：国土交通省大臣官房総括審議官[12]
- 2019年
  - 07月09日：内閣官房内閣審議官（内閣官房副長官補付）[13]
  - 07月：（命）内閣官房まち・ひと・しごと創生本部事務局地方創生総括官補
  - 07月：（併）内閣府地方創生推進事務局
  - 07月：（併）内閣府本府地方創生推進室次長
- 2020年07月21日：国土交通省住宅局長[14]
- 2021年07月01日：国土交通省総合政策局長[15]
- 2022年06月28日：国土交通審議官[16]
- 2023年07月04日：国土交通事務次官[17]
- 2024年
  - 07月01日：辞職[18]
  - 10月01日：東京海上日動火災保険株式会社顧問[19]